# Котлубаївка
Котлуба́ївка —  село в Україні, у Чернівецькій селищній громаді Могилів-Подільського району Вінницької області. Населення становить 91 особу.

## Історія
7 (20) листопада 1917 року, відповідно до Третього Універсалу Української Центральної Ради, увійшло до складу Української Народної Республіки.
12 червня 2020 року, відповідно до Розпорядження Кабінету Міністрів України № 707-р «Про визначення адміністративних центрів та затвердження територій територіальних громад Вінницької області», увійшло до складу Чернівецької селищної громади.
19 липня 2020 року, в результаті адміністративно-територіальної реформи та ліквідації Чернівецького району, село увійшло до складу новоутвореного Могилів-Подільського району.

## Населення

### Мова
Розподіл населення за рідною мовою за даними перепису 2001 року:
| Мова       | Відсоток |
| ---------- | -------- |
| українська | 98,9%    |
| російська  | 1,1%     |

## Назва
Кутлубуг (Котлубай) - один із трьох татарських братів, згаданих в літописах як «отчичі і дідичі Подільської землі». Котлибай - татарське ім'я, від "котли" - щасливий, та "бай" - багач, багатий.